# Biluo Cuo
Biluo Cuo (kinesiska: 毕洛错) är en sjö i Kina. Den ligger i den autonoma regionen Tibet, i den sydvästra delen av landet, omkring 410 kilometer nordväst om regionhuvudstaden Lhasa. Biluo Cuo ligger 5 089 meter över havet. Trakten runt Biluo Cuo består i huvudsak av gräsmarker.
Genomsnittlig årsnederbörd är 347 millimeter. Den regnigaste månaden är juli, med i genomsnitt 130 mm nederbörd, och den torraste är december, med 2 mm nederbörd.